# 帕特里斯-愛德華·恩蓋索納
帕特里斯-愛德華·恩蓋索納（法語：Patrice-Edouard Ngaïssona；1967年6月30日—）是中非共和國前體育部長、中非共和國足球協會主席和反巴拉卡組織領導人，因戰爭罪而於2018年被逮捕。

## 生平
恩蓋索納在1967年出生於貝古瓦。他是博齊澤政權的體育部長，自2008年起擔任中非足球協會主席。2013年12月，他成為反巴拉卡組織其中一個派系的領導人。2018年2月，他被非洲足球協會執行委員會選為中非共和國的代表。2018年12月12日，根據國際刑事法院的逮捕令，恩蓋索納因涉嫌戰爭罪而在巴黎被法國當局逮捕。2019年11月28日，他被國際足總禁止參加任何與足球有關的活動，為期六年八個月。他還被罰款50萬瑞士法郎。他的審判於2021年2月開始。
在2021年8月的海牙，有關阿爾弗雷德·耶卡頓與帕特里斯-愛德華·恩蓋索納的中非案件在6月休庭後於8月30日恢復審理。一位不願透露姓名的第16位證人就2013年期間博桑戈阿的襲擊事件接受了詢問。